# Mabelin čudan neugodan položaj
Mabelin čudan neugodan položaj (u eng. izvorniku: Mabel's Strange Predicament) je bila treća crno-bijela filmska komedija iz Keystone Studiosa u kojoj se pojavio Charlie Chaplin i prva u kojoj se pojavila Mabel Normand.

## Glume
- Charles Chaplin - skitnica
- Mabel Normand - Mabel
- Chester Conklin - otac
- Alice Davenport - žena
- Harry McCoy - ljubavnik
- Hank Mann - gost u hotelu
- Al St. John - komisioner